# Pandemia de COVID-19 en Lesoto
La pandemia de COVID-19 alcanzó a Lesoto el 13 de mayo de 2020. Fue el último país en registrar un caso de África. Se trataba de un ciudadano llegado al país desde Medio Oriente.
El gobierno de Lesoto declaró la emergencia nacional hacia fines de marzo de 2020, casi dos meses antes de la detección del primer caso. Esta declaración fue acompañada de la imposición de una serie de medidas restrictivas, como la suspensión de las actividades educativas, el cierre de fronteras y de todos los establecimientos no esenciales. El 5 de mayo de 2020, las autoridades decidieron flexibilizar las medidas adoptadas.
Hasta el 28 de marzo de 2021 se habían registrado 10,686 casos confirmados, 4,438 recuperaciones y 315 muertes.
La tasa de letalidad es del 2,89%.